# Kamień (Opole Lubelskie)
Pour les articles homonymes, voir Kamień.
Kamień (prononciation [ˈkamjɛɲ]) est un village de la gmina de Łaziska du powiat d'Opole Lubelskie dans la voïvodie de Lublin, située dans l'est de la Pologne.
Il se situe à environ 5 kilomètres à l'ouest de Łaziska (siège de la gmina), 11 kilomètres à l'ouest d'Opole Lubelskie (siège du powiat) et 55 kilomètres à l'ouest de Lublin (capitale de la voïvodie).
Le village possédait une population de 367 habitants en 2009.

## Histoire
De 1975 à 1998, la ville est attachée administrativement à l'ancienne Lublin.

Depuis 1999, elle fait partie de la nouvelle voïvodie de Lublin.